# Bathycongrus guttulatus
Bathycongrus guttulatus és una espècie de peix pertanyent a la família dels còngrids.

## Hàbitat
És un peix marí i batidemersal que viu entre 270 i 1.270 m de fondària.

## Distribució geogràfica
Es troba des de l'Índic occidental fins a Indonèsia, el Pacífic sud-occidental i les illes Hawaii.

## Observacions
És inofensiu per als humans.